# Wolfgang Reimer
Wolfgang Reimer (* 6. Februar 1956 in Creglingen) ist ein deutscher Agraringenieur und politischer Beamter (Bündnis 90/Die Grünen). Er war von 2011 bis 2016 als Ministerialdirektor der Amtschef im Ministerium für Ländlichen Raum und Verbraucherschutz Baden-Württemberg und von 2016 bis 2021 Regierungspräsident des Regierungsbezirks Stuttgart.

## Werdegang
Reimer war von 1985 bis 2001 als parlamentarischer Berater der Fraktion die Grünen im baden-württembergischen Landtag tätig. Zuständig war er dort u. a. für die Bereiche Land- und Forstwirtschaft, Verbraucherschutz sowie ländliche Räume. Von 2001 bis 2011 arbeitete er im Bundesministerium für Ernährung, Landwirtschaft und Verbraucherschutz, zunächst  als Leiter der Unterabteilung Agrarstruktur und Ländliche Räume. Ab 2009 leitete er die Unterabteilung Landwirtschaft. Von März 2011 bis zum 31. Mai 2016 war er Amtschef (Ministerialdirektor) im Ministerium für Ländlichen Raum und Verbraucherschutz Baden-Württemberg im Kabinett Kretschmann I. Ab dem 1. Juni 2016 war er Regierungspräsident des Regierungsbezirks Stuttgart, mit über vier Millionen Einwohnern der größte Regierungsbezirk in Baden-Württemberg. Zum 1. Januar 2022 trat er in den Ruhestand. Ihm folgte Susanne Bay als Regierungspräsidentin nach.
Reimer ist Mitglied der Grünen. Er ist verheiratet und lebt in Gaildorf-Reippersberg. Reimer und seine Frau übernahmen 1985 einen Hof in Gaildorf-Reippersberg, der nach Öko-Regeln von Bioland bewirtschaftet wird. Der Hof wird von seiner Frau geführt.

## Mitgliedschaften und sonstiges Engagement
Reimer ist Vorsitzender der Agrarsozialen Gesellschaft e.V., die sich für die Verbesserung der Lebensverhältnisse in ländlichen Räumen und in der Landwirtschaft einsetzt.